# Paul Bergon

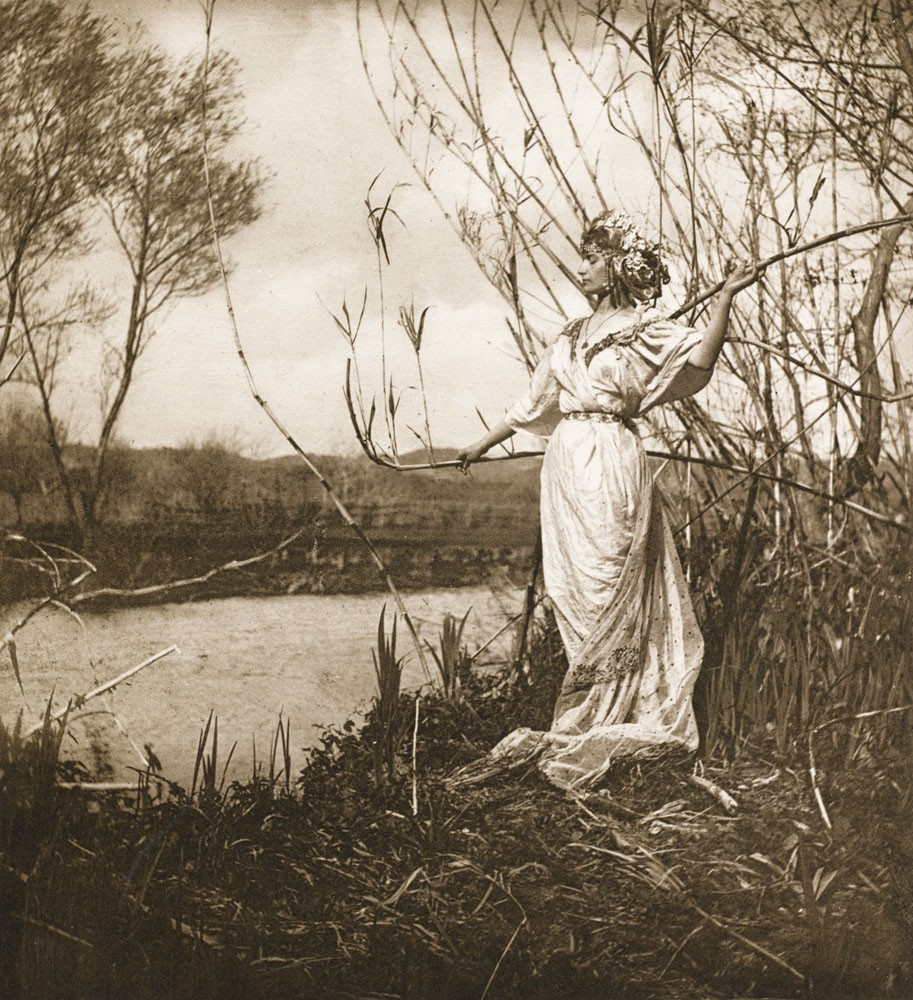
Königstochter, 1898, gepubliceerd in Die Kunst in der Photographie

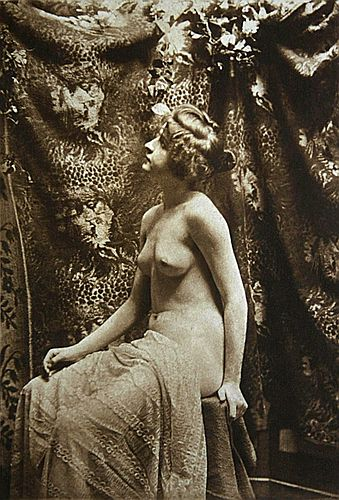
Naaktstudie, gepubliceerd in Die Kunst in der Photographie

Paul Bergon (Parijs, 1863 – aldaar, eind januari 1912) was een Frans natuuronderzoeker (plantkundige) en fotograaf, wel gerekend tot de stroming van het picturalisme.

## Leven en werk
Bergon was de zoon van een bankier en kreeg een gedegen muziekopleiding bij Théodore Dubois en Léo Delibes. In 1885 begon hij met fotograferen. In 1893 werd hij lid van de ‘Société française de photographie’ en enkele jaren later ook van de ‘Photo-Club de Paris’. Hij werkte samen met René Le Bègue, Robert Demachy en Constant Puyo, met wie hij ook regelmatig exposeerde, niet alleen in Parijs maar bijvoorbeeld ook in Luik en Turijn.
Bergons foto ‘Köningstochter’ (1898), gepubliceerd in Die Kunst in der Photographie, werd onder vakgenoten hooggeprezen. Hij stond ook bekend als een der eersten die pionierden met kleurenfoto’s van naaktmodellen.
Bergon was ook een fanatiek en gekend botanicus. Hij kreeg een prijs van de academie van wetenschappen voor de fotostudie van zijn verzameling diatomeeën.

## Galerij

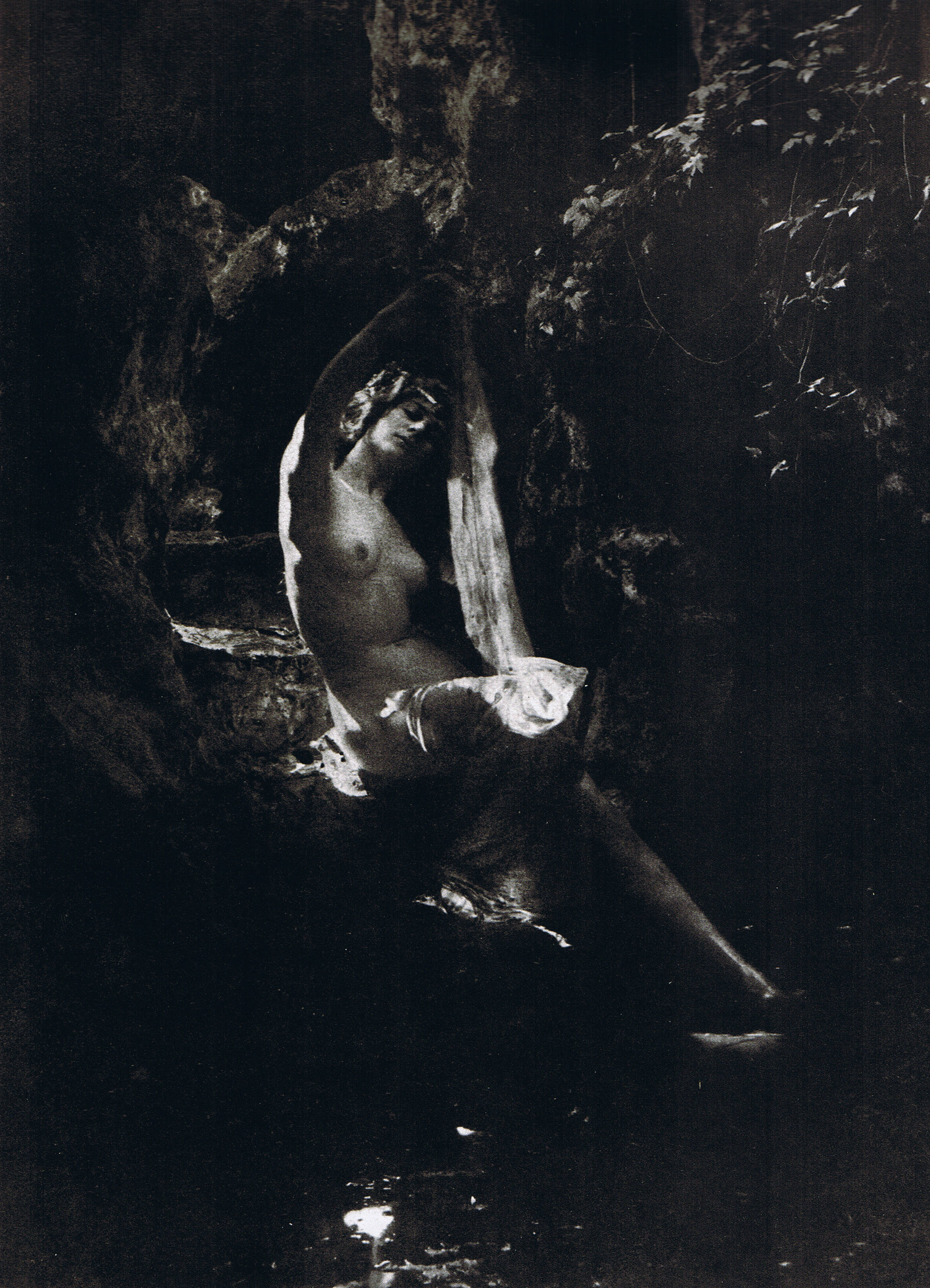
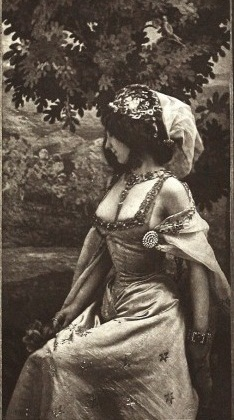
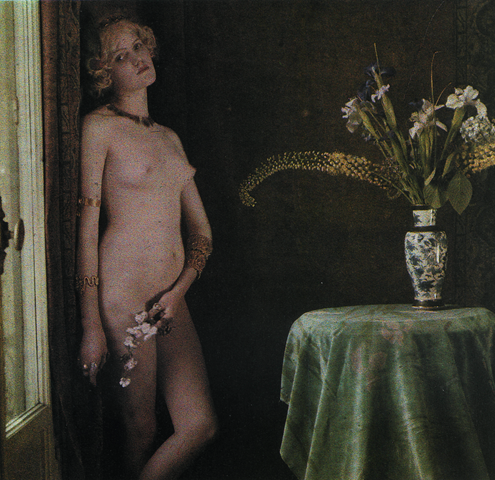
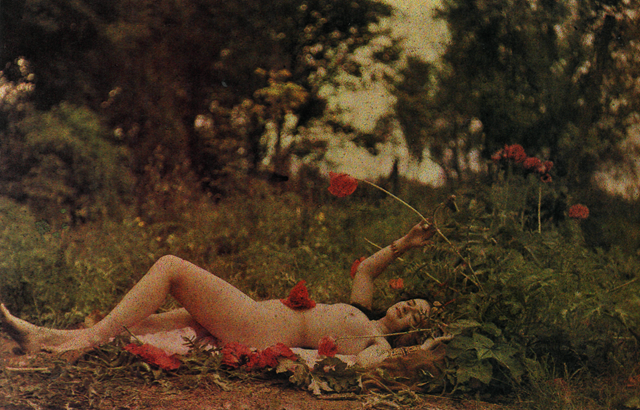